# Mila ot Mars
Mila ot Mars (en búlgaro, Мила от Марс) es una película dramática búlgara de 2004 dirigida por Zornitsa Sophia. Fue la presentación de Bulgaria a la 77.ª edición de los Premios Óscar para el Premio de la Academia a la Mejor Película Internacional, pero no fue nominada.